# David Bache
David Ernest Bache, född 14 juni 1925, död 26 november 1994, var en brittisk bildesigner.
Bache började som lärling hos Austin Motor Company vid slutet av andra världskriget och gick därifrån till designavdelningen. 1954 anställdes han av Rover som designer. Efter bildandet av British Leyland arbetade Bache även med koncernens övriga märken men efter en kontrovers med företagsledningen 1982 slutade han och öppnade egen konsultfirma.